# Aurere
Aurere ist eine kleine Siedlung im Far North District der Region Northland auf der Nordinsel von Neuseeland.

## Geographie
Die Siedlung liegt am New Zealand State Highway 10 zwischen Lake Ohia im Westen und Taipa im Osten. Nördlich der Siedlung mündet der Awapoko River in die Doubtless Bay und damit in den Pazifischen Ozean. Die Siedlung ist durch den Flusslauf vom Südende der Halbinsel Karikari Peninsula und dem an ihrer Westseite gelegenen Strand Tokerau Beach getrennt. Die Zufahrt zur Halbinsel befindet sich etwa 4 km westlich von Aurere.